# Karate Kid IV – Die nächste Generation
Karate Kid IV – Die nächste Generation ist die dritte Fortsetzung zu Karate Kid. Dieser Film ist der erste der Reihe, der ohne die Mitwirkung von Darsteller Ralph Macchio entstand und nicht von John G. Avildsen inszeniert wurde.

## Handlung
Julie Pierce, ein junges Mädchen, leidet seit dem Tod ihrer Eltern unter Aggressionen und wird von ihrer Großmutter aufgezogen, mit der sie aber nicht gut auskommt. Da Julies verstorbener Großvater ein ehemaliger Kriegskamerad von Miyagi war, bietet dieser der überforderten Großmutter seine Hilfe an.
Auch Mr. Miyagi kommt zunächst nicht an das introvertierte Mädchen heran, das darüber hinaus in der Schule ihre Probleme hat: Dort soll die sogenannte Alpha-Elite-Truppe, bestehend aus älteren männlichen Schülern, unter der Leitung des brutalen Trainers Colonel Dugan für Recht und Ordnung sorgen, ist aber eher als Schlägerbande gefürchtet. Einzige Ausnahme bildet Eric McGowan, der lediglich wegen der beruflichen Perspektiven der Truppe angehört. Fiesling Ned, der Beste der Alpha-Elite-Truppe, hat ebenso wie Eric ein Auge auf Julie geworfen. Als Antwort auf eine Abfuhr schwärzt Ned Julie beim Direktor an, was eine Verwarnung zur Folge hat. Nach einem nächtlichen Eklat in der Schule muss Julie diese für zwei Wochen verlassen. Mr. Miyagi entschließt sich, mit Julie in ein entferntes Kloster zu fahren, wo befreundete Mönche leben, die vor allem den Respekt vor sämtlichen Lebewesen als Lebensphilosophie haben. Nach anfänglichen Schwierigkeiten fängt Julie an, aufzublühen: Durch Meditation findet sie ihr inneres Gleichgewicht und das Karate-Training von Mr. Miyagi verschafft ihr neues Selbstbewusstsein.
Nach ihrer Rückkehr verbessert sich das Verhältnis zu Eric und die beiden verlieben sich ineinander. Das missfällt jedoch Ned, der Eric zu einem Zweikampf im Hafen provoziert. Eric nimmt die Herausforderung an, wird dort jedoch von der ganzen Alpha-Elite-Truppe angegriffen und zusammengeschlagen. Mr. Miyagi und Julie kommen gerade noch rechtzeitig an und retten Eric. Während Julie es mit Ned aufnimmt und gewinnt, besiegt Mr. Miyagi Colonel Dugan.

## Synchronisation
Die deutschsprachige Synchronisation wurde wie folgt umgesetzt:
| Rolle               | Schauspieler         | Synchronsprecher      |
| ------------------- | -------------------- | --------------------- |
| Julie Pierce        | Hilary Swank         | Nana Spier            |
| Mr. Kesuke Miyagi a | Pat Morita           | Joachim Nottke        |
| Colonel Dugan       | Michael Ironside     | Hans-Werner Bussinger |
| Louisa Pierce       | Constance Towers     | N. N.                 |
| Eric McGowan        | Chris Conrad         | Michael Deffert       |
| Sonny               | Arsenio Trinidad     | N. N.                 |
| Ned                 | Michael Cavalieri    | Michael Iwannek       |
| Ned                 | Steven Mark Friedman | Gerald Paradies       |
| Charlie             | Walton Goggins       | David Nathan          |
| Großer Mönch        | Jim Ishida           | N. N.                 |
| Mönch               | Rodney Kageyama      | N. N.                 |

Fußnote

## Kritiken
„Besser als der dritte Teil, dennoch witzlos.“

„Eine bieder inszenierte, seichte Weiterführung der Kinoserie, die nicht allzu brutale Kampfszenen, etwas Witz und Kitsch, Popmusik und halbbuddhistische Weisheiten vermischt. In seiner demonstrativen Absage an Gewalt nicht immer glaubwürdig, kann der Film immerhin als unkomplizierter didaktischer Einstieg dienen, um mit Jugendlichen über Aggressionen und Gewaltfantasien zu diskutieren.“